# Eat the Schoolgirl
Pour plus de détails, voir Fiche technique et Distribution.
Eat the Schoolgirl (コギャル喰い　大阪テレクラ篇, Kogyaru-gui: Oosaka terekura hen) est un film japonais réalisé par Naoyuki Tomomatsu, sorti en 1997.

## Synopsis
Un jeune yakuza voit débarquer chez lui une jeune hôtesse de téléphone érotique. Perdant petit à petit pied avec la réalité, il est persuadé d'entendre, par la voix de la fille, des appels au meurtre qu'il ne peut réfréner.

## Fiche technique
- Titre : Eat the Schoolgirl
- Titre original : Kogyaru-gui: Oosaka terekura hen
- Réalisation : Naoyuki Tomomatsu
- Scénario : Chisato Oogawara et Naoyuki Tomomatsu
- Musique : Kazuhiko Mori
- Photographie : Kenji Yokoyama
- Décors : Seiichi Kuriyama
- Pays d'origine : Japon
- Format : Couleurs - 1,85:1 - Stéréo - 35 mm
- Genre : Horreur, érotique
- Durée : 60 minutes
- Date de sortie :
  - Japon : 10 mars 1997

## Distribution
- Kozue Aoki
- Yuuki Fujita
- Nobuyuki Hasegawa
- Michiru Katō
- Tadao Kawamoto
- Shirō Misawa
- Tsuyoshi Ootsubo
- Kenji Sugawara
- Dan Takebashi
- Maria Yamazaki
- Naoki Yokota
- Tetsuya Yuuki